# Legenden – Mörkrets härskare
Legenden – Mörkrets härskare (originaltitel: Legend) är en fantasy-äventyrsfilm från 1985 i regi av Ridley Scott, med Tom Cruise i huvudrollen.

## Handling
Skogspojken Jack (Cruise) lever i fred och harmoni i naturen med sina alviska vänner och sin vackra älskarinna, prinsessan Lili (Sara). Men en ondskefull demon (Curry) planerar att förinta solen för att skapa evigt mörker så han kan få makten över hela världen. Men för att kunna utföra detta måste han döda de två fridfulla enhörningarna. Han lyckas döda den ena enhörningen och hela naturen förändras till ett enda ondskefull plats. Men den andra är fortfarande vid liv så han måste få tag i den också. Han vill även gifta sig med prinsessan Lili så han kidnappar henne tillsammans med den sista enhörningen. Jack är nu den enda som kan stoppa mörkrets härskare och tänker därför, med hjälp av sina vänner, utplåna mörkret, befria enhörningen och framför allt rädda kvinnan han älskar.

## Om filmen
Ridley Scott fick idén till filmen då han ville göra en sagofilm där det skulle förekomma enhörningar och en skurk som skulle heta "Darkness" (Mörker). Utifrån det spånade Scott och författaren William Hjortsberg fram ett manus. Filmen tjänade mindre än vad den kostade att göra och blev därför ingen kassasuccé. Den blev nominerad till en Oscar för bästa smink. Trots de små inkomsterna räknas filmen som en kultfilm. På grund av David Bennents tyska dialekt fick hans roll som Gump bli dubbad av Alice Playten, som även har rollen som Blix.

## Rollista
- Tom Cruise - Jack
- Mia Sara - Lily
- Tim Curry - Mörkrets furste
- David Bennent - Gump
- Alice Playten - Blix / Gumps röst
- Billy Barty - Screwball
- Cork Hubbert - Brown Tom
- Peter O'Farrell - Pox
- Kiran Shah - Blunder
- Annabelle Lanyon - Oona
- Robert Picardo - Meg Mucklebones
- Tina Martin - Nell